# الحاج (صيدا)
الحاج هي إحدى القرى اللبنانية من قرى قضاء صيدا في محافظة الجنوب.